# Projet de réduction d'émissions de gaz à effet de serre
Un projet de réduction d'émissions de gaz à effet de serre est un projet industriel ou forestier visant à lutter contre l’effet de serre. Il est lancé dans le cadre du protocole de Kyōto, afin d'être financé par une application conjointe ou un mécanisme de développement propre.
Le développement de la finance du carbone permet l'apparition de mécanisme de marché visant à promulguer les échanges de droits d'émissions (crédits-carbone) entre les pays participant au Protocole de Kyoto. 
Les projets de réduction d'émissions dans les nouveaux pays industrialisés peuvent permettre à des entreprises de pays développés de respecter leur normes nationales grâce à des investissements à l'étranger. Cette forme d'investissement est connue sous le terme de mécanisme de développement propre.